# Új Magyarországot Építők Pártja
Az Új Magyarországot Építők Pártja egy rövid életű magyarországi párt volt 1990 után. 
Bírósági bejegyzés dátuma, száma: 1990. június 12., PK62912/90. Képviselője Kalászi Ede.

## Székhelye
1048 Budapest, Pácoló u. 1.

## Története
1991. áprilisában még létezett. Az index.hu 2005-ben az Új Magyarországot Építők Pártját is felsorolta a 167 akkori magyarországi párt egyikeként. 